# O Anjo Maldito
O Anjo Maldito é uma telenovela brasileira exibida pelo SBT entre 1 de agosto e 12 de novembro de 1983, em 90 capítulos, às 19h, substituindo Razão de Viver e sendo substituída por Vida Roubada. Remake da mexicana La sonrisa del diabo, que por sua vez foi baseada na novela brasileira Ambição. Luíza Xammar, foi escrita por Mauro Gianfrancesco, sob direção de Renato Petrauskas e direção geral de Waldemar de Moraes.
Conta com Elaine Cristina, Tony Ferreira, Reny de Oliveira, Miriam Pires, André Loureiro, Ênio Gonçalves, Arlete Montenegro e Sebastião Campos nos papéis principais.

## Enredo
Débora é uma mulher bela e ambiciosa, que sempre sonhou com uma vida luxuosa e decide conquistar o rico viúvo Tomás, namorado de sua ingênua irmã Laura. Para isso ela conta com a ajuda da própria mãe, Rita, que sabe que terá mais vantagens com a filha diabólica. Ao se casar com Tomás, Débora trata se separar os enteados, Beto e Patrícia, de seus amores com Leonor e Rodolfo e induz eles a se relacionarem com Ciça e Ricardo, sua melhor amiga e seu amante, respectivamente, dois mau-caráter que ajudam no golpe. 
Tina, governanta do casarão, é a única que enxerga a verdadeira face de Débora e passa a fazer de tudo para desmascara-la. Enquanto isso Laura decide se vingar da irmã ao descobrir a verdade, contando com a ajuda de Carlos, apaixonado por ela.

## Elenco
| Ator/Atriz        | Personagem              |
| ----------------- | ----------------------- |
| Elaine Cristina   | Débora Amarante         |
| Tony Ferreira     | Tomás Lopes de Paula    |
| Reny de Oliveira  | Laura Amarante          |
| Miriam Pires      | Tina                    |
| André Loureiro    | Ricardo                 |
| Ênio Gonçalves    | Carlos                  |
| Arlete Montenegro | Rita Amarante           |
| Sebastião Campos  | Denis Amarante          |
| Cristina Pacheco  | Patrícia Lopes de Paula |
| Bruno Barroso     | Beto Lopes de Paula     |
| Sônia de Paula    | Ciça                    |
| Patrícia Bueno    | Leonor                  |
| Valdir Fernandes  | Rodolfo                 |
| Guy Loup          | Tânia                   |
| Marta Volpiani    | Rosa Maria              |
| Milton Levy       | Fabiano                 |
| Silvia Borges     | Silvia                  |
| Luis Carlos Clay  | Ernesto                 |
| Sonia Loureiro    | Tônia                   |
| Alexandre Dresley | Rafael                  |
| Sérgio Rossetti   | Miguel                  |

### Participações especiais
| Ator/Atriz     | Personagem        |
| -------------- | ----------------- |
| Antônio Petrin | Roberto Magalhães |
| Analy Alvarez  | Clara Magalhães   |

## Reprise
Foi reprisada pela primeira vez entre 9 de abril a 17 de agosto de 1984, às 14h30, em 93 capítulos e substituindo Acorrentada.
Foi reprisada pela segunda vez entre 21 de dezembro de 1987 a 25 de janeiro de 1988, às 14h30, em 24 capítulos  substituindo Uma Esperança no Ar.

## Trilha sonora
- Enchantment - Cesana and Orchestra (tema de abertura)
- New York, New York - Steve Lawrence
- Os temas desta novela foram lançados no LP "Applause" pelo SBT e Copacabana, juntamente com os temas da novela Razão de Viver em 1983.